# Luis Miguel Rabanal
Luis Miguel Rabanal (Riello, León, 20 de marzo de 1957- Avilés, Asturias, 30 de mayo de 2025) fue un escritor español, autor de una veintena de libros de poemas, así como una novela y dos volúmenes de relatos. 

## Premios
En 1983 recibió el Premio Ana de Valle por su obra Labios de locuray fue finalista de la Bienal de Poesía Provincia de León en dos ocasiones, en 1982 con la obra Cuadernos de junio y en 1984 con el poemario Palabras para Obdulia. 
Con el poemario (Técnicas) para abrazar un oscuro nombre ganó en 1985 el premio José Luis Núñez. Su obra O podríamos amarnos sin que nadie se entere recibió el premio Leonor de Poesía de Soria en 1988 y consiguió el premio  Cálamo de poesía erótica en 1993 por Libro de citas.
En 1998 fue galardonado con el Premio Provincia de León por su libro Cáncer de invierno.
Su obra "Este cuento no ha acabado. Poesía reunida" recibió el premio Libro Leonés 2015, en la modalidad de creación.
En el año 2016 fue galardonado con el título de Omañés del año. Una calle de la localidad leonesa de Riello lleva su nombre.

## Obras
Poesía
- “Variaciones“, Imprenta Casado. 1977
- “Obdulia azul“, Agrupación Hispana de Escritores. 1980
- Labios de la locura, Premio Ana de Valle. Jueves literarios. (1985). El Paisaje Editorial.1983
- Rená, a solas con nosotros, Celarayn. Con dibujos de Víctor Bastida.1984
- Cuaderno de junio, 1984  Consejo Superior de Investigaciones Científicas.
- (Técnicas) para abrazar un oscuro nombre. Premio José Luis Núñez, Aldebarán.1985
- Palabras para Obdulia, Consejo Superior de Investigaciones Científicas. 1985
- La memoria buscando su disfraces, Junta de Castilla y León. Consejería de Cultura y Turismo.1986
- O podríamos amarnos sin que nadie se entere. Premio Leonor de Poesía. Diputación Provincial de Soria.1989
- Diez poemas para leer (y amar) detrás de los saúcos, en el libro colectivo Poemas de Zaragoza (1990). Ayuntamiento de Zaragoza.
- Libro de citas,  Premio Cálamo de Poesía Erótica. Sociedad Cultural Gesto. 1993
- Cáncer de invierno, Premio Provincia de León. Instituto Leonés de Cultura. 1998
- La última vez, 2000 Ajimez libros. Con litografías de Francisco Velasco

- La casa vieja (2002). Biblioteca digital: www.portaldepoesía.com/textos.htm.
- Bocados de rosa (2004). Biblioteca digital www.portaldepoesia.com/textos.htm
- Camineros, jícaras, verdugos (2008).Traviesas de Poesía.

- Mortajas, 2009
- Fantasía del cuerpo postrado, 2010
- Lugares, 2011
- Música para torpes, 2012
- A la que falta, 2013
- Tres inhalaciones, 2014
- “Este cuento se ha acabado. Poesía reunida  (2014-1977), Premio Libro Leonés, 2015
- Los poemas de Horacio E. Cluck, 2017
- Matar el tiempo, 2018
- Que llueva siempre, 2020
- Postrimerías, 2024

Novela
- Elogio del proxeneta, Ediciones Escalera, 2009

Relatos
- Casicuentos para acariciar a un niño que bosteza, Ediciones Leteo, 2010.
- La verdadera historia de Montserrat C. y otros relatos no menos imposibles, 2016